# Janustempel (Rom)

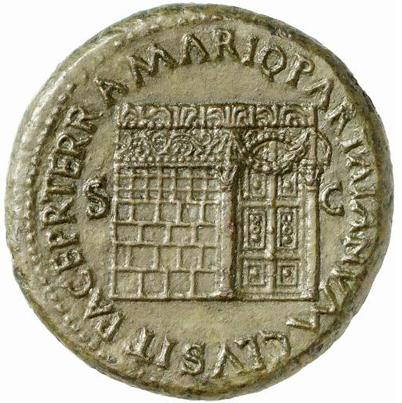
Ianus Quirinus mit geschlossenen Toren auf einem Sesterz des Nero

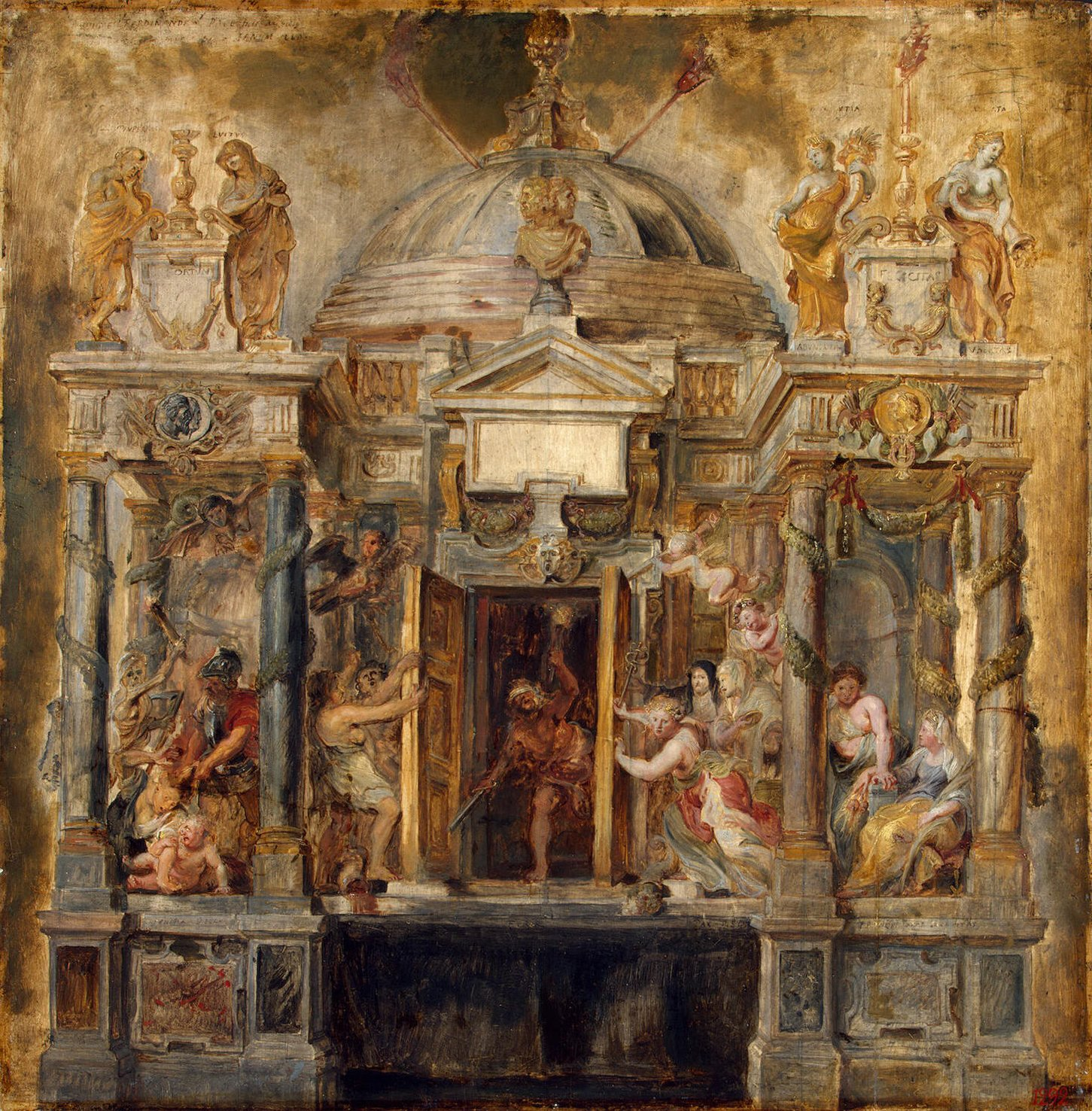
Peter Paul Rubens Janustempel (1635, Eremitage, St. Petersburg)

Das als Janustempel bekannte Bauwerk im antiken Rom war ein dem Ianus Geminus (zweifacher Ianus) bzw. Ianus Quirinus gewidmeter Schrein.
Den Bau des Schreins schrieb man in der Antike dem sagenhaften König Numa Pompilius zu. Der ursprüngliche Bau war vermutlich ein Holzbau, in augusteischer Zeit wurde dieser durch einen Bronzeschrein ersetzt.
Die genaue Lage ist nicht geklärt, vermutlich befand sich der Schrein am Argiletum, der Straße zwischen Basilica Aemilia und Curia Iulia.
Durch die Münzen des Nero und des Augustus, sowie durch eine bei Prokopios von Caesarea überlieferte Beschreibung hat man eine relativ genaue Vorstellung des nicht mehr erhaltenen Bauwerks.
Es handelte sich nicht eigentlich um einen Tempel (aedes), sondern um einen quaderförmigen Bau (ianus) mit zwei Toren.
Ähnliche, profane Durchgangstorbögen wurden ebenfalls ianus genannt.
Im Inneren befand sich das archaische, übermannsgroße Kultbild des zweigesichtigen Gottes Janus.
Das Kultbild, dessen hohes Alter Plinius bezeugt, war ebenfalls aus Bronze und trug als Attribute Schlüssel und Stab.
Von den beiden bärtigen Gesichtern blickten, bei geöffneten Toren für alle zu erkennen, je eines nach Westen und eines nach Osten.
Die Tore des Ianus blieben geöffnet, solange sich Rom im Krieg befand, und wurden geschlossen, wenn an allen Grenzen des Reiches Friede herrschte. Voraussetzung für die Schließung war, dass der vorhergehende Krieg (zumindest vorgeblich) mit einem römischen Sieg geendet hatte, da die Römer einen diktierten Frieden nach ihrem Herrschaftsverständnis nicht akzeptieren konnten. Eine bezeichnende Ausnahme stellt der verlorene Armenienfeldzug Kaiser Neros dar: Obwohl die römische Streitmacht den Parthern unterlegen war, wurde dem Volk ein glanzvoller Sieg vorgegaukelt und der Schrein daraufhin geschlossen. Den geschlossenen Torbau ließ Nero auch auf Münzen abbilden.
In den Zeiten der Römischen Republik erfolgte die Schließung äußerst selten: einmal unter dem mythischen Erbauer König Numa, einmal nach Ende des ersten punischen Krieges gegen Karthago (264–241 v. Chr.) und ein weiteres Mal nach der Schlacht bei Actium (31 v. Chr.) unter der Herrschaft Oktavians, des späteren ersten Kaisers Augustus. Dieser rühmte sich in seinen Res Gestae ausdrücklich, dass unter seiner Herrschaft die Tore dreimal geschlossen wurden:
Den Ianus Quirinus, der nach dem Wunsch unserer Vorväter geschlossen sein sollte, wenn im gesamten römischen Reichsgebiet zu Wasser und zu Lande durch Siege errungener Friede herrschte – dies soll, so wird überliefert, vor meiner Geburt seit Gründung der Stadt überhaupt erst zweimal geschehen sein – dieser wurde, während ich der erste Mann des Staates war, auf Anordnung des Senats dreimal geschlossen.
Manche Historiker vermuten, dass der Brauch in Wahrheit erst von Augustus eingeführt worden sei, da die Belege für die beiden früheren Gelegenheiten spät und problematisch sind.
Quirinus, der Name des altrömischen Kriegsgottes als Beiname des Ianus bzw. als Bezeichnung des Kultbaus (Ianus Quirinus könnte man dann auch mit „Pforten des Quirinus“ übersetzen), etablierte sich jedenfalls erst in Zusammenhang mit der „Erneuerung“ dieses Rituals, auf den auch die Beinamen Patulcius („Öffner“) und Clusivius („Schließer“) Bezug nehmen.
Insgesamt wurden die Tore, soweit man weiß, in der Zeit nach Augustus nur noch von drei weiteren Herrschern geschlossen: von Nero, Vespasian und Marcus Aurelius. Allerdings ist die Überlieferung zu diesem Punkt sehr lückenhaft. Der letzte Kaiser, von dem man weiß, dass er die Tore öffnen ließ, war Gordian III., der laut Eutrop (Brev. 9,2), Aurelius Victor (27,7) und Orosius (Hist. adv. pag. 7,19,4) diese Zeremonie veranlasste, bevor er 243 n. Chr. in den Krieg gegen die persischen Sassaniden zog, in dem er 244 den Tod fand. Bemerkenswert ist, dass Orosius ausdrücklich feststellt, Gordian III. sei der erste Kaiser seit Vespasian gewesen, der die Tore habe öffnen lassen, während allerdings Aurelius Victor angibt, sie seien erst seit Marcus Aurelius geschlossen gewesen. Wahrscheinlich ist, dass Gordians Nachfolger Philippus Arabs, der den anschließenden Frieden mit den Persern von der Propaganda feiern ließ, die Tore wieder schließen ließ, doch wird dies in den erhaltenen Quellen nicht berichtet.
Vor dem Ianus Quirinus befand sich ein Stück Land, das symbolisch zu „Feindesland“ deklariert werden konnte, um dem entsprechenden Volk in traditioneller Form den Krieg erklären zu können, da die römische Tradition vorschrieb, den Krieg durch den Speerwurf eines Fetialen (eines speziellen Priesters) auf Feindesland zu erklären.